# インサラータ・ディ・リーゾ
インサラータ・ディ・リーゾ（イタリア語: insalata di riso）は夏場のイタリア料理の代表的な一皿であり「リーゾ・フレッド」（冷たい米）としても知られる。米とともに様々な材料が含まれており、味付けも多様である。

## 特徴
使用するされる米は普通米でよいが、パーボイルド米、長粒米、場合によってはリゾーニ（パスタの一種）も推奨される。材料としては調味料、細かく切った野菜（加熱したもの、生、ピクルスなど）や肉（ソーセージないしハム）、チーズ、ツナ、オリーブなどが使われる。油や酢に既製の調味料を加えるものが流通しており、近年は「軽い」調味料が製造されている。
インサラータ・ディ・リーゾの調理では、べたつきが出ないように水気を切ったあとで冷水に米を入れることが推奨される。